# Fabienne Courtade
Fabienne Courtade, née le 1er octobre 1957, est une poétesse française.

## Biographie
Elle est membre du jury du prix de poésie de la vocation.

## Œuvres
- Nous, infiniment risqués, Lagrasse, France, Éditions Verdier, 1987, 61 p.  (ISBN 2-86432-060-6)
- Quel est ce silence, Le Muy, France, Éditions Unes, 1993, 87 p.  (ISBN 2-87704-000-3)
- Entre ciel, aquarelles originales de Frédéric Benrath, Le Muy, France, Éditions Unes, 1998, 20 p.
- Ciel inversé. 1, Saussines, France, Éditions Cadex, coll. David, 1998, 83 p.  (ISBN 2-905910-92-5)
- Nuit comme jours, Draguignan, France, Éditions Unes, 1999, 63 p.  (ISBN 2-87704-132-8)
- Lenteur d’horizon, Draguignan, France, Éditions Unes, 1999, 63 p.  (ISBN 2-87704-131-X)
- Ciel inversé. 2, im. de Joël Leick, Saussines, France, Éditions Cadex, coll. David, 2002, 133 p.  (ISBN 2-913388-33-7)[2]
- Il reste, Paris, Éditions Flammarion, coll. « Poésie », 2003, 169 p.  (ISBN 2-0806-8535-X)
- Table des bouchers, Paris, Éditions Flammarion, coll. « Poésie », 2007, 260 p.  (ISBN 978-2-08-121063-9)
- Le Même Geste, Paris, Éditions Flammarion, coll. « Poésie », 2012, 220 p.  (ISBN 978-2-0812-7025-1), Prix de poésie Charles Vildrac de la Société des gens de lettres.
- Tels jours laissés blanc, grav. de Philippe Hélénon, Paris, Éditions Écarts, 2013, 36 p. + 4 pl. (BNF 43730816)

- Papiers retrouvés, éditions Le Phare du Cousseix, 2016  (ISBN 978-2-9544865-8-1)[3]
- Corps tranquille étendu, Editions Flammarion, coll. "Poésie", 2017, 219 p.  (ISBN 978-2-0814-1550-8), Prix Louise Labé, 2018.

### Sur l’auteure
- François Rannou - entretien sur Remue net (en ligne).
- John Cameron Stout, « Entretiens avec Fabienne Courtade », in L’Énigme-poésie: entretiens avec 21 poètes françaises, p. 336-353, Amsterdam, Pays-Bas, Éditions Rodopi, 2010.  (ISBN 978-90-420-2947-7).

- Jacques Darras, « Fabienne Courtade. Le Choix de disparaître » in Esprit, 2013/11, no 399, pp. 118 - 121  (ISBN 979-10-90270-21-3) en ligne.
- Monique Pétillon, article sur Il reste, Le Monde, 9 janvier 2004.
- Marie-Claire Bancquart, Entre marge et présence, éditions Henry, 2009.
- Franck Venaille, C'est nous les Modernes, pp.161-162, éditions Flammarion, 2010.
- Marie Etienne, "Le fragment et la grâce", La Quinzaine littéraire, n°1071, 2012.
- John C. Stout, in Dalhousie French Studies, vol. 104, pp.61-69, "La Poésie de Fabienne Courtade et de Guy Viarre à l'ombre de Maurice Blanchot", 2014.
- Ludovic Degroote, in CCP, article sur Papiers retrouvés, décembre 2016.

- Emission France Culture, Ca rime à quoi, Sophie Nauleau, Fabienne Courtade
- Emission France Culture, Alain Veinstein, Surpris par la nuit.
- Emission France Culture, André Velter, Poésie sur Parole.
- Emission France Culture, Irène Omélianenko, Jean Couturier, Clair de nuit.
- Yves di Manno § Isabelle Garron : Un nouveau monde, pp. 1260 à 1269, éditions Flammarion, 2017.
- Monique Pétillon, article sur Corps tranquille étendu : "Mortelle douceur", Le Monde, 30 novembre 2017.
- Libération, "Le quotidien est infini", 1er février 2018.
- Gabrielle Althen, revue Europe, mai 2019.
- Anthologie de Jean-Yves Reuzeau : Nous, avec le poème comme seul courage, 84 poètes d'aujourd'hui, Le Castor Astral, 2020.
- Revue Nu(e), n°73, en ligne sur Poezibao, avec un article critique de John Stout, des peintures de Philippe Guitton, et des poèmes de l'auteure, juin 2021.

- Marie Etienne, L'Inaccessible est toujours bleu, pp. 43 à 46, éditions Hermann, 2021.
- Revue Nu(e), n°81, en ligne sur Poezibao, “La grande arborescence”, article critique de Michael Bishop, mai 2023, pp.23 à 30.
- Olivier Capparos, partition musicale, août 2023, d'après des textes de Fabienne Courtade.